# 圣莫里斯勒日拉尔
圣莫里斯勒日拉尔（法語：Saint-Maurice-le-Girard，法語發音：[sɛ̃ moʁis lə ʒiʁaʁ]）是法国卢瓦尔河地区大区旺代省的一个市镇，属于丰特奈勒孔特区。

## 地理
圣莫里斯勒日拉尔（46°38'37"N, 0°48'17"W）面积11.42 平方千米，位于法国卢瓦尔河地区大区旺代省，该省份为法国西部沿海省份，北起大西洋卢瓦尔省和曼恩-卢瓦尔省，西临大西洋，南至滨海夏朗德省，东部及东南部与德塞夫勒省接壤。
与圣莫里斯勒日拉尔接壤的市镇（或旧市镇、城区）包括：昂蒂尼、巴佐日昂帕雷、拉沙泰涅赖、谢富瓦、穆耶龙-圣日耳曼、里沃迪富日赖、泰尔瓦勒。
圣莫里斯勒日拉尔的时区为UTC+01:00、UTC+02:00（夏令时）。

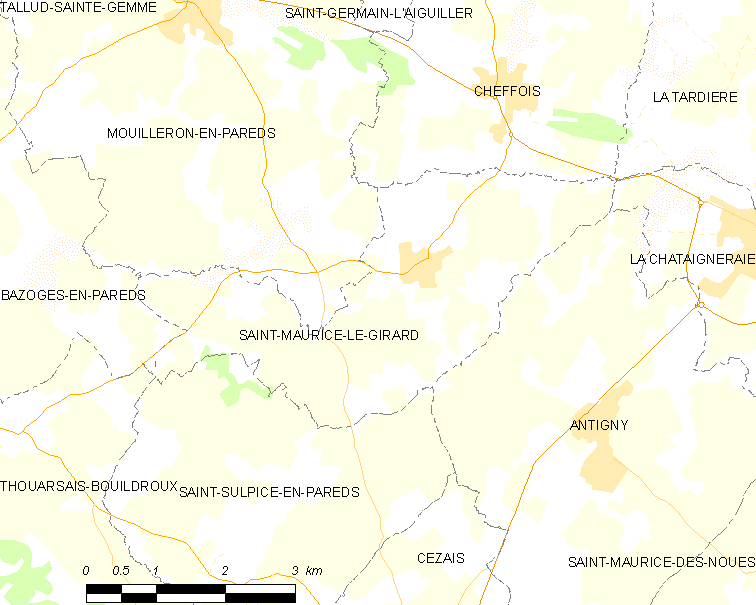
圣莫里斯勒日拉尔的OSM定位图

## 行政
圣莫里斯勒日拉尔的邮政编码为85390，INSEE市镇编码为85252。

## 政治
圣莫里斯勒日拉尔所属的省级选区为拉沙泰涅赖县。

## 人口

1962-2008年间圣莫里斯勒日拉尔人口变化图示

圣莫里斯勒日拉尔于2022年1月1日时的人口数量为598人。